# 金鸡墩遗址
金鸡墩遗址，位于江苏省苏州市虎丘西，年代为新石器时代。为苏州市文物保护单位。
金鸡墩遗址于1956年被文物普查发现，1957年开掘。金鸡墩，面积约7万平方米，整体高10-15米。该地区出土到新石器时代良渚文化的石器、陶器等。遗址之上又覆有汉、唐、宋、明、清等多代墓葬。1957年曾公布为江苏省文物保护单位，1982年降为苏州市文物保护单位。